# Metopius croaticus
Metopius croaticus là một loài tò vò trong họ Ichneumonidae.